# Eothyrididae
Gli eotirididi (Eothyrididae) sono una famiglia di sinapsidi estinti, appartenenti ai caseasauri. Sono noti tre generi, Eothyris, Oedaleops e Vaughnictis, tutti risalenti al Permiano inferiore del Nord America.
Eothyris è noto unicamente da un cranio, mentre Oedaleops è noto da tre crani parziali e da porzioni degli arti; Vaughnictis è noto per un cranio incompleto e per parte dello scheletro postcranico. I crani sono lunghi circa 6 centimetri; ciò suggerisce una lunghezza totale degli animali inferiore al metro. Dovevano essere animali di piccole dimensioni, piuttosto agili ma non particolarmente veloci. Il cranio possedeva un muso corto dotato di lunghe zanne nella parte anteriore della mascella, denti palatali e orbite piuttosto grandi.
Gli Eothyrididae condividono con i Caseidae alcune specializzazioni nella morfologia del muso e delle narici esterne, che suggeriscono una discendenza dei secondi dai primi. Le due famiglie insieme formano il clade Caseasauria, ovvero il sister group degli Eupelycosauria (comprendenti i "pelicosauri" e i terapsidi); nella cladistica moderna gli Eothyrididae sono considerati un gruppo basale all'interno di questo clade.